# Купино (Новосибирская область)
Ку́пино — город в России, административный центр Купинского района Новосибирской области. Образует городское поселение город Купино как единственный населённый пункт в его составе.
Село Купино основано в 1886 году. В августе 1936 года получило статус рабочего посёлка, город с 12 января 1944 года. Население — 15 065 чел. (2021).

## Этимология
Основан в 1886 году как селение Купино. Название от фамилии Купин: личное имя «Купа» неоднократно встречается в документах XVI—XVII веков.

## География
Город расположен к югу от озера Чаны, в 460 километрах от Новосибирска, недалеко от границы с Казахстаном. Площадь 3,2 тыс. га.

## История
Переселенцы шли в Сибирь, чтобы обрести личную свободу и осваивать вольные земли, с 1907 по 1911 годы на территории района ими были основаны более 60 сел (Зятьковка, Копкуль, Киргинцево, Вишневка, Киевка, Метелево, Березовка, Рождественка и другие).
Выселок Моховое основан в 1886 году переселенцами из села Купино Корочанского уезда Курской губернии (ныне в Шебекинском районе Белгородской области); в 1909 г. Моховое решением схода граждан переименовано в честь того села, откуда они прибыли.
В 1911 году Купино стало административным центром Купинской волости. В этом же году строится одно из самых известных зданий района: его архитектурная достопримечательность здание Купинской больницы, которая и в настоящее время является памятником истории и архитектуры Новосибирской области. В 1914 году появилось первое почтовое отделение.
В 1915 году железная дорога соединила села Купино и Татарское. Железная дорога способствовала быстрому росту и развитию района. С этого времени Кулундинская степь превратилась в крупного поставщика зерна для европейских районов России.

### Период 1941—1945 гг.
В годы войны продолжается социально-экономическое развитие города и района: введен в эксплуатацию механизированный рыбзавод, райтоп, Районный пищевой комбинат, внесшие немалый вклад в развитие экономики Новосибирской области.

## Население
| 1959    | 1967    | 1970    | 1979    | 1989    | 1992    | 1996    | 1998    | 2000    |
| ------- | ------- | ------- | ------- | ------- | ------- | ------- | ------- | ------- |
| 23 185  | ↘23 000 | ↘20 799 | ↘19 331 | ↗19 518 | ↘19 200 | ↗20 200 | ↘19 900 | ↘19 600 |
| 2001    | 2002    | 2003    | 2005    | 2006    | 2007    | 2008    | 2009    | 2010    |
| →19 600 | ↘16 878 | ↗16 900 | ↘16 500 | ↘16 300 | ↘16 252 | ↘15 700 | ↘15 564 | ↘15 400 |
| 2011    | 2012    | 2013    | 2014    | 2015    | 2016    | 2017    | 2018    | 2019    |
| ↘14 900 | ↘14 613 | ↘14 365 | ↘14 182 | ↘14 010 | ↘13 897 | ↘13 781 | ↘13 777 | ↘13 708 |
| 2020    | 2021    |         |         |         |         |         |         |         |
| ↗13 790 | ↗15 065 |         |         |         |         |         |         |         |

На 1 января 2025 года по численности населения город находился на 776-м месте из 1124 городов Российской Федерации.

## Климат
В Купино преобладает континентальный климат.
Зимы морозные и продолжительные. Лето теплое с ясной погодой.
Самый теплый месяц Июль — средняя температура +20,5 градусов. Самый холодный Январь — средняя температура −17,8 градусов.
Среднее годовое количество осадков составляет 340 мм.

## Экономика
Основными промышленными предприятиями являются ОАО «Консервщик», ООО «Восток-Ю». Имеются предприятия железнодорожного транспорта, основу которого составляет ВРК-Купино (Вагоноремонтная компания-Купино). Основная специализация сельскохозяйственных предприятий — производство молока, мяса, зерновых культур.

## Образование
Из организаций начального и среднего образования, в городе находится 3 общеобразовательные школы,  
1 лицей и 2 школы-интерната. 
В некоторых учреждениях действует система "специализированных классов", предполагающая углубленное изучение определённых учебных предметов. 
Представлено 2 средне-специальных учебных заведения: 
ГАПОУ НСО "Купинский медицинский техникум"
ГБПОУ НСО "Купинский межрайонный аграрный лицей"
Для детей дошкольного возраста открыты и работают 6 детских садов. 
Дополнительное образование для детей предоставляют: детская школа искусств, дом детского творчества, детско-юношеская спортивная школа.

## Достопримечательности
- Насосная станция с двумя водонапорными башнями — гидротехнический комплекс, построенный в начале XX века. Памятник архитектуры регионального значения[36].
- Мемориал «Героям фронта и тыла» — мемориальный комплекс был установлен на привокзальной площади города Купино в 1978 году.
- Дворец культуры — одна из главных достопримечательностей города была открыта в 1966 году.
- Церковь Святого Апостола и Евангелиста Луки — православная церковь, построенная в 1903 году. Была закрыта в 1930-х годах, но в 2000 году вновь открылась[37].
- МиГ-21 — памятник установлен на территории бывшего военного городка.[25]

## Транспорт
В Купино расположена одноимённая железнодорожная станция, соединяющая город с Карасуком, Татарском, Чистоозерным, Баганом, Калачинском.
Внутригородской транспорт представлен автобусами и маршрутными такси.
С автостанции города регулярно отправляются автобусы в Карасук, Новосибирск, Павлодар, Яркуль, Орловку, Алферовку, Березовку, Покровку, Тюменку.

## Культура
В Купино работает Купинский районный краеведческий музеи, который хранит в себе очень важные и ценные реликвии, киноконцертный зал «Сибирь», библиотеки (детская и взрослая), детская школа искусств. Регулярно проводятся различные праздничные творческие мероприятия, фестивали, смотры, конкурсы. Стал традиционным фестиваль национальных культур «Мы сильны народом», районный отчетно-годовой концерт "Народное творчество «Купинского района», смотры-конкурсы «Мир танца», «Весны звенящая капель» и многие другие. В 2011 году завершилась реконструкция Районного Дворца культуры, который стал базовым центром культуры, координатором и связующим звеном всех учреждений культуры района. После длительного перерыва, в киноконцертном зале «Сибирь» возобновился показ кинофильмов.